# Procès antitrust des employés high-tech
Le procès antitrust des employés high-tech est une affaire judiciaire aux États-Unis qui a commencé en 2010 avec une action antitrust du département de la Justice et s'est poursuivie en 2013 avec un recours collectif (class action) contre plusieurs entreprises du secteur des nouvelles technologies (notamment Adobe, Apple, Google, Intel, Pixar, Lucasfilm, Intuit), pour des accusations d'ententes illégales de non débauchage puis d'entente sur les salaires.

## Historique

### Accord entre Google et Apple
En 2006, Steve Jobs, PDG d'Apple, et Eric Schmidt, PDG de Google, concluent un accord secret illégal qui vise à diminuer artificiellement les salaires de leurs employés en s'interdisant mutuellement de débaucher ceux de l'autre. Cet accord vise à inverser la forte tendance à la hausse des salaires dans la région de la Silicon Valley, où le besoin d'ingénieurs informatique explose. Il intervient après plusieurs échanges entre les deux entreprises, dont un où Jobs demande notamment à Sergey Brin de ne pas débaucher son équipe qui développe le logiciel Safari, puis plus simplement de cesser de recruter dans ses équipes. 
Cette pratique est pour le dirigeant d'Apple un reliquat de son expérience chez Pixar, où il avait conclu dans les années 1980 un accord similaire avec Lucasfilm. George Lucas déclarera plus tard qu'il a choisi cette option par manque de moyens pour entrer en compétition avec ses concurrents. 
L'existence de l'accord est confirmée par Bill Campbell, membre du conseil de surveillance d'Apple et conseiller principal chez Google, qui témoigne dans un email en février 2005 qu'Eric Schmidt est directement impliqué. Dans un autre email, Schmidt lui-même explique vouloir traiter ces affaires verbalement pour ne pas laisser de traces et éviter un procès. L'accord prend la forme d'une liste d'entreprise où ne pas débaucher (Do Not Call List).

### Extension de l'accord
Un procédé similaire était déjà en place depuis mai 2005 entre Adobe et Apple. Par la suite d'autres sont établis sur ce modèle :
- entre Apple et Pixar en avril 2007 ;
- entre Google et Intel en juin 2007 ;
- entre Google et Intuit le même mois.

Durant l'été 2007, Steve Jobs propose un accord similaire à la direction de Palm, mais son directeur M. Colligan refuse en expliquant que cela va à l'encontre de l'intérêt de ses employés et qu'une telle pratique est « probablement illégale », ce à quoi Jobs répond en le menaçant d'utiliser ses brevets pour intenter des procès à l'entreprise.

### Enquête du DOJ
Le 24 septembre 2010, l'administration Obama lance via le département de la Justice des États-Unis une enquête antitrust sur le sujet, qui débouche sur un accord interdisant ces pratiques, sans sanction pour les entreprises concernées.

### Recours collectif
Le 24 octobre 2013, une class action est ouverte, qui regroupe plus de 64 000 programmeurs et réclame plusieurs milliards de dommages et intérêts. Au cours du procès, certains des documents produits révèlent que les accords passés concernent l'industrie high-tech dans son ensemble, avec d'autres entreprises impliquées comme Dell, IBM, eBay, Microsoft, Comcast, Clear Channel, Dreamworks et WPP, et ce dès 2005. 